# سكوتلاند يارد

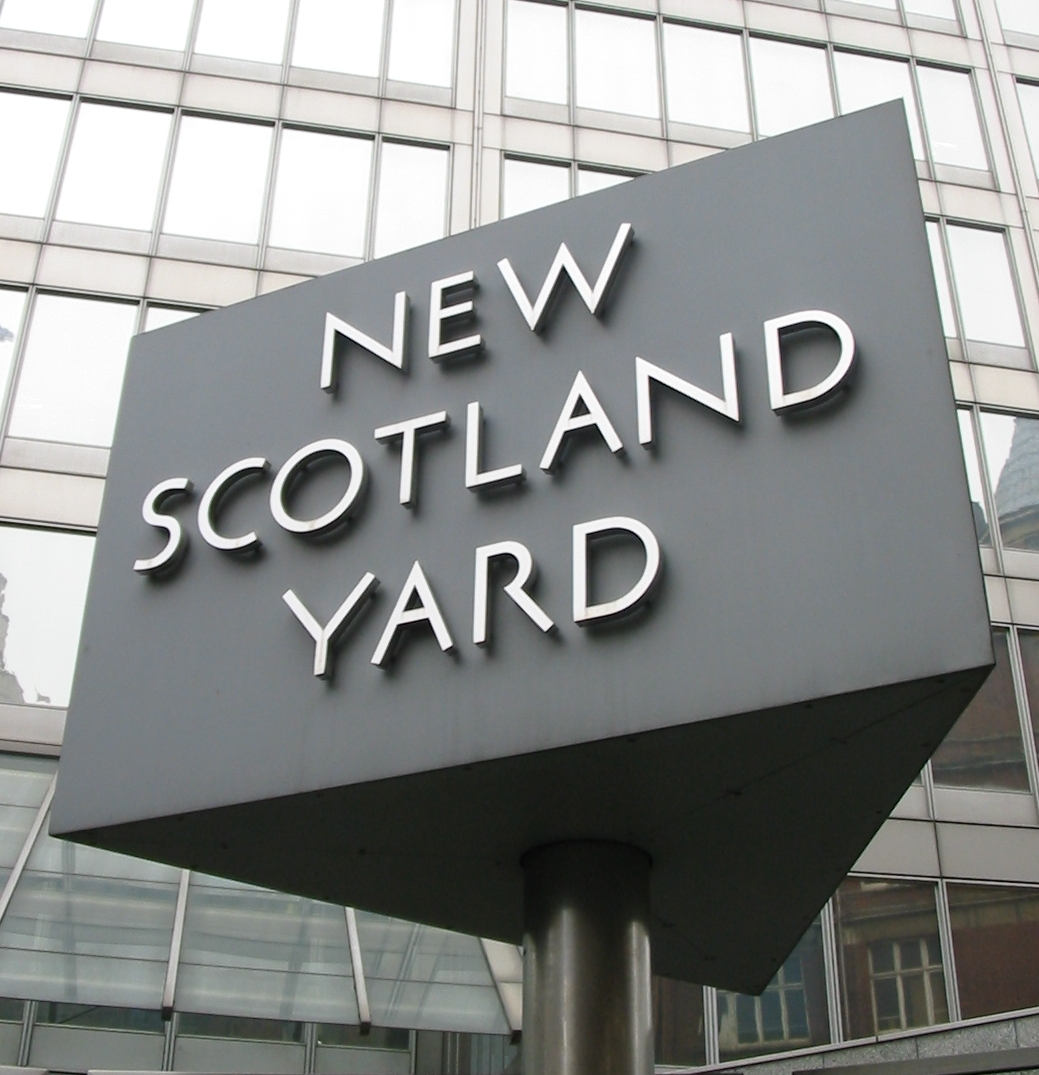
جديد سكوتلاند يارد، وتقع في منطقة فيكتوريا في لندن.

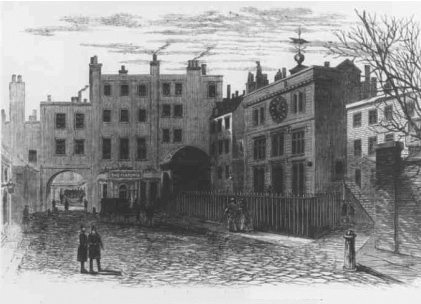
اسكوتلاند يارد قديما

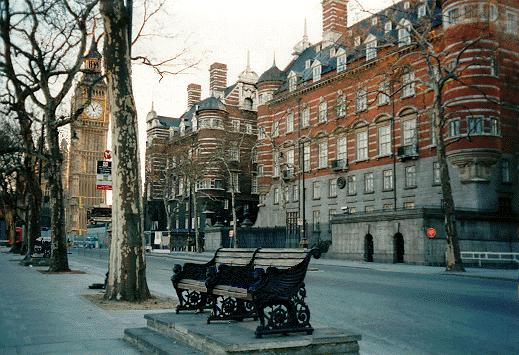
سكوتلاند يارد الجديدة، التي تسمى الآن المباني شو نورمان

سكوتلاند يارد، هو المقر الرئيسي لشرطة العاصمة، وهي قوة شرطة إقليمية مسؤولة عن حفظ الأمن في جميع أنحاء لندن باستثناء الجزء الداخلي. الاسم مشتق من موقع مقر شرطة العاصمة الأصلية في وايت هول بليس مقر الحكومة وكجزء من استعراض سلطتها كان مقر شرطة العاصمة يقع في شارع جانبي من وايت هول، هذا الشارع يُسمى غريت سكوتلاند يارد. نسبةً إلى ملوك اسكتلندا الذي يملكون قصراً فوق قطعة الأرض هذ قبل قرون، أصبح مدخل سكوتلاند يارد المدخل العام لمركز الشرطة، وبمرور الوقت أصبح الشارع وشرطة العاصمة مرادفًا لهما.
سكوتلانديارد كان اسم المقر الذي تأسست فيه شرطة العاصمة، بالرغم من انتقال المقر بضع مرات إلى مواقع أخرى مازالت تحتفظ بالاسم نفسه، فيمازال العنوان الأصلي يتمركز فيه قوة من شرطة الخيالة في شارع غريت سكوتلاند يارد ويقع على عاتقه مهمة السيطرة على الحشود
انتقلت القوة من غريت سكوتلاند يارد في عام 1890، إلى مبنى تم الانتهاء منه على فيكتوريا إمبانكمينت، وتم اعتماد اسم «نيو سكوتلاند يارد» للمقر الجديد. تم الانتهاء من مبنى مجاور في عام 1906. وأضيف مبنى ثالث في عام 1940. في عام 1967، نقلت مقرها من مجمع المباني الثلاثة إلى مبنى طويل مشيد حديثًا في برودواي في فيكتوريا. في صيف 2013، أُعلن أن القوة ستنتقل إلى مبنى كورتيس غرين - وهو المبنى الثالث لموقع نيو سكوتلاند يارد السابق (1890 - 1967) - وأن المقر سيُطلق عليه اسم سكوتلاند يارد. في نوفمبر 2016، انتقلت قوة الشرطة إلى مقرها الجديد، والذي يستمر في تحمل اسم «نيو سكوتلاند يارد.»

## التاريخ
يعود تاريخ سكوتلانديارد إلى حوال 200 عام تأسس سنة 1829 على يد السيد روبرت بيل، بهدف إنشاء جهاز شرطة يعمل بكفاءة وسرعة، وتعد سكوتلاند يارد من أقوى أجهزة الشرطة في العالم إذ نجح في إرساء الأمن وحل القضايا المعقدة وذلك بضمه لأمهر المحققين واستخدامه للتكنولوجيا الحديثة.
إلا أن سكوتلاند يارد قد فشل في توفير الأمن بشكل تام وسجِّلت في رصيده الكثير من الإخفاقات مثل فشله في قضية جاك السفاح (jack the ripper) سنة 1888 ومقتل الأميرة ديانا ودودي الفايد في حادث سيارة سنة 1997 وفشله منع تفجيرات قطارات الأنفاق التي حدثت بلندن في يوليو 2005.

## في الثقافة العامة
الكثير من كُتَّأب الروايات البوليسية (مثل: أجاثا كريستي، آرثر كونان دويل) يذكرون سكوتلادند يارد بكفاءته.